# Haroldo Valladão
Haroldo Teixeira Valladão (São Paulo, 5 de setembro de 1901 – Rio de Janeiro, 7 de abril de 1987) foi um jurista brasileiro que ocupou os cargos de Consultor-Geral da República (1947-1950), Procurador-Geral da República (1967) e Consultor Jurídico do Ministério das Relações Exteriores (1961-1971). Autor de bibliografia jurídica especialmente voltada para o ramo do direito internacional privado, Valladão foi professor catedrático da matéria na Universidade do Brasil (atual UFRJ) e na PUC-Rio. Sua obra máxima foi Direito Internacional Privado, em três volumes, publicada a partir de 1968 e reeditada sucessivamente.
Participou do concurso para professor catedrático de direito internacional privado da então Universidade do Rio de Janeiro (hoje Faculdade Nacional de Direito da UFRJ), ocorrido entre 1936 e 1940, tendo disputado a vaga com os juristas Pontes de Miranda e Oscar Tenório. Valladão escreveu um livro, intitulado Impugnação à these e a trabalhos apresentados pelo candidato Bacharel F. C. Pontes de Miranda no concurso para Professor Cathedrático de Direito Internacional Privado da Universidade do Brasil, para demonstrar que seu concorrente, Pontes de Miranda, teria plagiado trechos de livros e artigos na tese apresentada para o certame (Nacionalidade de origem e naturalização no direito brasileiro) e entregou exemplares aos membros da banca examinadora. Pontes de Miranda se retirou do concurso, mas publicou a tese como livro.
Entre 1950 e 1952 foi presidente do Conselho Federal da Ordem dos Advogados do Brasil.
A 2 de fevereiro de 1968, foi agraciado com o grau de Grã-Cruz da Ordem do Infante D. Henrique, de Portugal.